# جيبوتي في الألعاب الأولمبية الصيفية 2024
شاركت جيبوتي في الألعاب الأولمبية الصيفية 2024 التي أقيمت في باريس في الفترة من 26 يوليو إلى 11 أغسطس 2024. وكان ذلك الظهور العاشر لجيبوتي في دورات الألعاب الأولمبية الصيفية. لم تشارك جيبوتي بأي رياضي في الألعاب الأولمبية الصيفية 2004 في أثينا.

## المتنافسون
فيما يلي قائمة بأعداد المتنافسين في الألعاب.
| الرياضة                                       | الرجال | السيدات | المجموعة |
| --------------------------------------------- | ------ | ------- | -------- |
| ألعاب القوى في الألعاب الأولمبية الصيفية 2024 | 3      | 1       | 4        |
| الجودو في الألعاب الأولمبية الصيفية 2024      | 1      | 0       | 1        |
| السباحة في الألعاب الأولمبية الصيفية 2024     | 1      | 1       | 2        |
| المجموع                                       | 5      | 2       | 7        |

## ألعاب القوى
حقق الرياضيون الجيبوتيون في سباقات المضمار والميدان معايير المشاركة في باريس 2024، إما عن طريق اجتياز علامة التأهل المباشر (أو زمن سباقات المضمار والطريق) أو عن طريق التصنيف العالمي، في الفعاليات التالية (بحد أقصى 3 رياضيين لكل منها):
توضيح المختصرات
- ملاحظة–التصنيفات المعطاة لمنافسات المضمار تكون ضمن منافسة اللاعب فقط
- Q = تأهل للجولة التالية
- q = تأهل إلى الدور التالي باعتباره الخاسر الأسرع أو في المنافسات الميدانية حسب المركز دون تحقيق هدف التأهل
- NR = السجل الوطني
- N/A = هذه الجولة غير مدرجة في المنافسة
- Bye = ليس متطلباً من اللاعب المنافسة في الجولة

منافسات المضمار والطرف
الرجال
| الرياضي              | المنافسة       | التصفيات | التصفيات | النهائي | النهائي |
| الرياضي              | المنافسة       | النتيجة  | المركز   | النتيجة | المركز  |
| -------------------- | -------------- | -------- | -------- | ------- | ------- |
| محمد إسماعيل إبراهيم | 5000 متر رجال  |          |          |         |         |
| Abdi Waiss           | 5000 متر رجال  |          |          |         |         |
| إبراهيم حسن          | ماراثون الرجال | —        | —        |         |         |

السيدات
| الرياضي       | المنافسة       | التصفية | التصفية | النهائي | النهائي |
| الرياضي       | المنافسة       | النتيجة | المركز  | النتيجة | المركز  |
| ------------- | -------------- | ------- | ------- | ------- | ------- |
| سامية حسن نور | 5000 متر سيدات |         |         |         |         |

## الجودو
تأهل من جيبوتي لاعب الجودو عدن-ألكسندر حسين فقط وذلك عن فئة وزن الخفيف للرجال، حيث تأهل عن طريق الحصص القارّية بناءً على تصنيف النقاط الأولمبية.
| الرياضي          | المنافسة    | دور الـ32                       | دور الـ16       | ربع النهائي     | نصف النهائي     | Repechage       | النهائي / BM    | النهائي / BM |
| الرياضي          | المنافسة    | المنافس النتيجة                 | المنافس النتيجة | المنافس النتيجة | المنافس النتيجة | المنافس النتيجة | المنافس النتيجة | المركز       |
| ---------------- | ----------- | ------------------------------- | --------------- | --------------- | --------------- | --------------- | --------------- | ------------ |
| عدن-ألكسندر حسين | 73 كغم رجال | مارك هريستوف (بلغاريا) · L10-00 | لم يتأهل        | لم يتأهل        | لم يتأهل        | لم يتأهل        | لم يتأهل        | لم يتأهل     |

## السباحة
حصلت جيبوتي على حصتين عالميتين (واحدة لكل جنس).
| الرياضي                | المنافسة         | التصفية | التصفية | نصف النهائي | نصف النهائي | النهائي | النهائي |
| الرياضي                | المنافسة         | الزمن   | المركز  | الزمن       | المركز      | الزمن   | المركز  |
| ---------------------- | ---------------- | ------- | ------- | ----------- | ----------- | ------- | ------- |
| Houmed Houssein Barkat | 50 متر حرة رجال  |         |         |             |             |         |         |
| نينا أميسون            | 50 متر حرة سيدات |         |         |             |             |         |         |